# Amoret
Amoret é uma cidade localizada no estado americano de Missouri, no Condado de Bates.

## Demografia
Segundo o censo americano de 2000, a sua população era de 211 habitantes. 
Em 2006, foi estimada uma população de 218, um aumento de 7 (3.3%).

## Geografia
De acordo com o United States Census Bureau tem uma área de 
0,6 km², dos quais 0,6 km² cobertos por terra e 0,0 km² cobertos por água. Amoret localiza-se a aproximadamente 258 m acima do nível do mar.

## Localidades na vizinhança
O diagrama seguinte representa as localidades num raio de 20 km ao redor de Amoret. 